# Schwindmaß (Holz)
Schwind- und Quellmaß sind Kennwerte für die hygroskopischen Eigenschaften von Holz und Holzwerkstoffen, die die Dimensionsveränderung eines Werkstücks abhängig von der Holzfeuchtigkeit beschreiben. Als Schwindmaß wird die Veränderung durch die Reduzierung der enthaltenen Feuchtigkeit bezeichnet (Schwindung), das Quellmaß bezeichnet die Veränderung durch Feuchteaufnahme (Quellung).
Zwischen den verschiedenen Holzarten bestehen teilweise große Unterschiede, außerdem vergrößert sich das Quellen und Schwinden mit zunehmender Rohdichte. Einige Holzarten, wie z. B. Teak, haben aufgrund der Einlagerung hydrophober Substanzen ein geringes Schwindmaß. Das Schwindmaß ist richtungsabhängig.

## Arten und Kenngrößen
Quell- und Schwindmaß werden für die drei Hauptschnittrichtungen des Werkstoffs angegeben. Dabei ist die Veränderung in Längs- bzw. Faserrichtung gering, während die Veränderung in Radialrichtung, also in Richtung der Holzstrahlen, 10- bis 20-mal und in Tangentialrichtung 15- bis 30-mal stärker ist. Trockenrisse treten daher überwiegend quer zum Verlauf der Jahresringe auf (Radialrichtung, vgl. Abbildung); sehr selten folgen sie den Jahresringen (Tangentialrichtung).
Eine Quellung ist nur bis zur maximalen Feuchtesättigung der Fasern möglich.
Als Kenngröße spielt in der Holzverarbeitung vor allem das maximale Quell- und Schwindmaß eine herausragende Rolle. Es beschreibt den Unterschied zwischen maximal gequollenem Zustand zum vollständig getrockneten Zustand, dem Darrzustand.
Eine weitere Kenngröße ist die differentielle Quellung, die angibt, um wie viel Prozent sich die Dimension pro Prozentpunkt Holzfeuchteänderung verändert.

## Praktische Relevanz

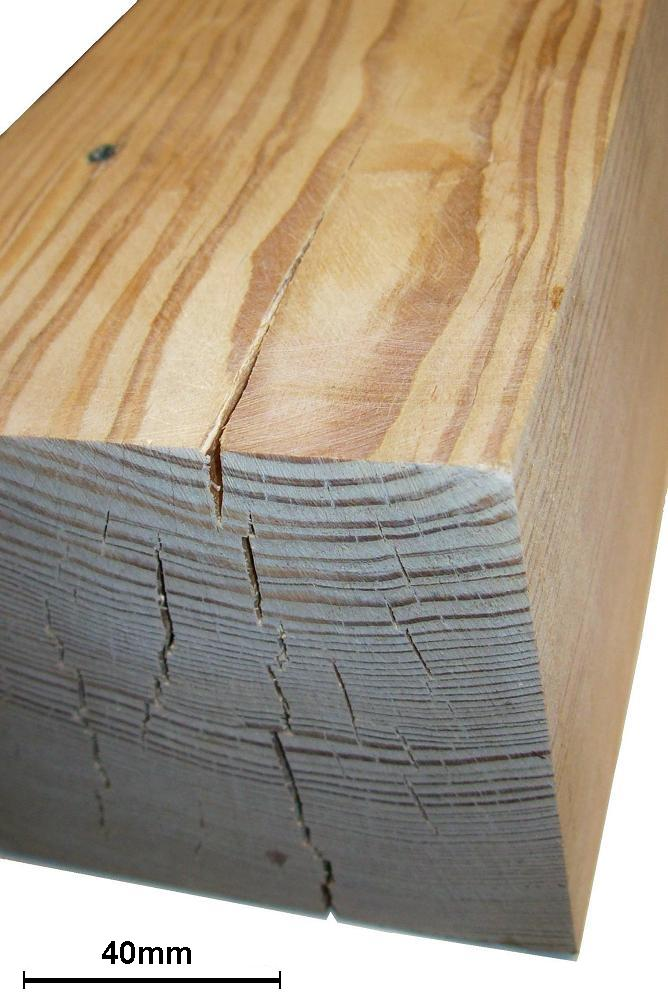
Schwindungsrisse in Holz

Das Quell- und Schwindverhalten von Hölzern muss bei der Holzverarbeitung dringend berücksichtigt werden, da es bei einer Verhinderung der Quellung und Schwindung zu inneren Spannungen, Verformungen und Rissen kommen kann.
Entsprechend werden für unterschiedliche Zwecke Richtwerte für Holzfeuchten angegeben, etwa:
- bei Inneneinbauten und Wohnraummöbeln 8 bis 12 %
- bei Bauholz 12 bis 18 %.

Aufgrund der unterschiedlichen Quellungen in verschiedene Richtungen (Quellungsanisotropie) und verschiedenen Dichten kann sich Holz mit überwiegend tangential oder schräg verlaufenden Jahrringen verziehen, Dichteunterschiede führen teilweise zu Oberflächenveränderungen.
Bei eingespannten Holzwerkstücken entsteht ein Quelldruck, der bei zunehmender Dichte ansteigt und z. B. zur Sprengung von Steinen führen kann. Ein großer Teil des Drucks wird innerhalb des Werkstücks abgebaut, im Labor konnten jedoch Quelldrücke von bis zu 30 N/mm2 bestimmt werden.
Durch Wärmebehandlung wie beim Thermoholz und chemische Holzmodifikation wie bei der Holzacetylierung kann das hygroskopische Verhalten stark reduziert werden. Auch Beschichtungen, Lackierungen und andere Holzbehandlungen reduzieren die Geschwindigkeit der Wasseraufnahme und wirken so einer Quellung des Holzes entgegen.